# Lacs de Haute-Charente

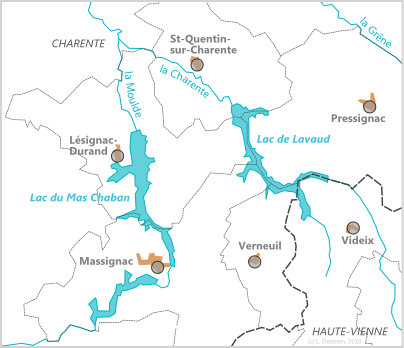
Carte des lacs

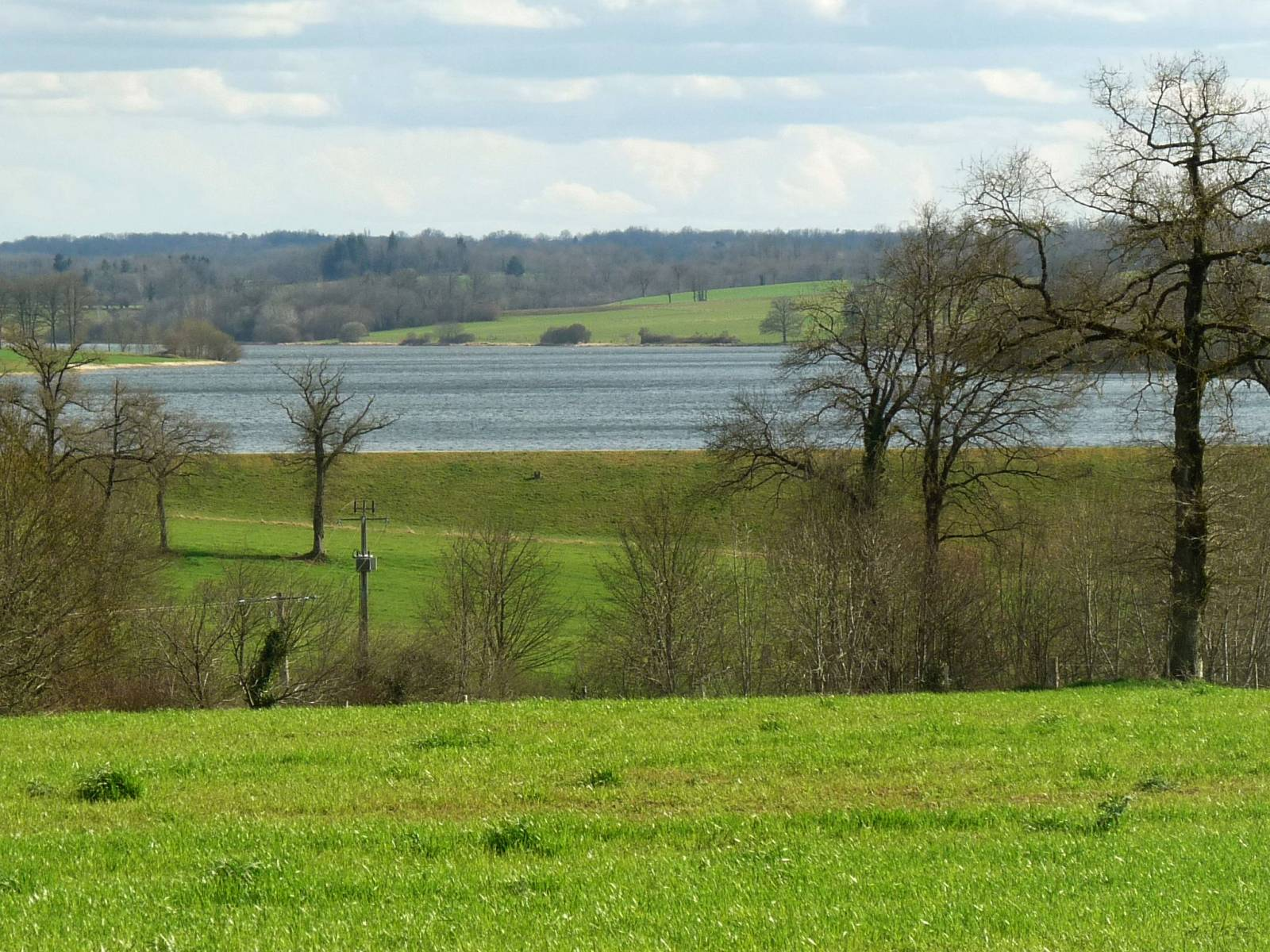
Le barrage et le lac de Lavaud

L'expression lacs de Haute-Charente est relative à deux lacs artificiels situés à l'est du département de la Charente, le lac de Lavaud et le lac du Mas Chaban, à la limite avec la Haute-Vienne, au cœur de la Charente limousine. 
Premier espace lacustre de la Charente par la superficie, les lacs de Haute-Charente sont en fait un terme s'appliquant à un concept touristique, comme en témoigne l'existence de l'office de tourisme des Lacs de Haute-Charente, situés à Massignac, et d'une signalétique routière particulière.
Les lacs de Haute-Charente sont un territoire associé du parc naturel régional Périgord Limousin depuis 2005.